# Antonio Lago

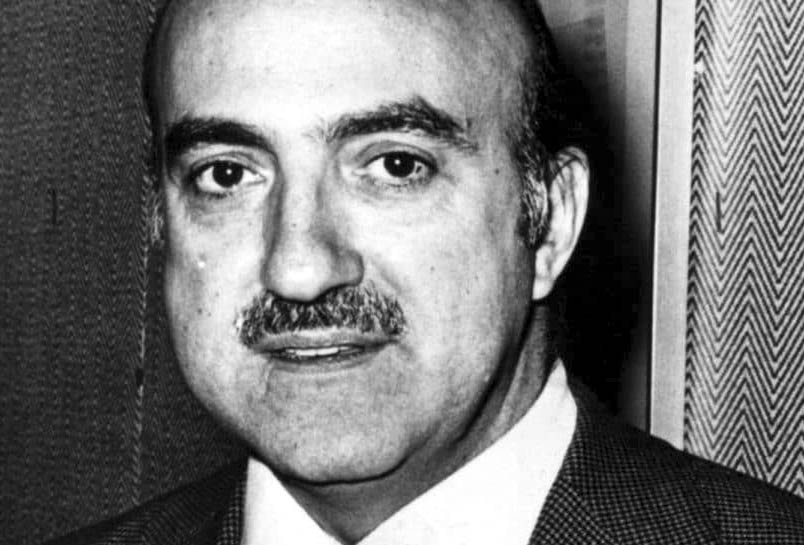

Antonio Franco Lago, auch Anthony Lago oder Tony Lago, (* 28. März 1893 in Venedig; † 1. Dezember 1960 in Paris) war ein italienischer Automobilkonstrukteur und Automobilfabrikant. 1934 übernahm er mit dem Werk in Suresnes den französischen Teil der Automobiles Talbot von der zahlungsunfähigen Sunbeam-Talbot-Darracq-Gruppe und gründete die Marke Talbot-Lago.